# قهرمان اصلی (فیلم)
قهرمان اصلی (انگلیسی: Protagonist) یک فیلم مستند آمریکایی محصول سال ۲۰۰۷ است. این فیلم در مورد شباهت‌های بین زندگی انسان و ساختار دراماتیک اوریپیدی است. این فیلم توسط جسیکا یو نوشته و کارگردانی شده است.